# 550

550(오백오십)은 549보다 크고 551보다 작은 자연수다.

## 수학
- 합성수로, 그 약수는 총 12개다. (1, 2, 5, 10, 11, 22, 25, 50, 55, 110, 275, 550)
  - 550의 진약수의 합은 566이므로, 550은 과잉수다.
- 10번째 오각뿔수다. 앞의 오각뿔수는 405, 다음은 726이다.
- {\displaystyle 43^{4}-1}은 550으로 나누어떨어진다.

## 과학
- NGC 550(영어판): 고래자리 방향에 있는 나선 은하.

## 교통

### 철도
- 수도권 전철 5호선 굽은다리역의 역번호.

### 도로
- 현도 제550호선

## 문화유산
- 대한민국의 보물 제550호: 주역천견록
- 대한민국의 사적 제550호: 만해 한용운 심우장

## 작품
- K. 550: 모차르트 《교향곡 40번》의 쾨헬 번호.

## 방송
- KT HCN의 CGN 채널 번호.

## 기타
- 연도: 550년, 기원전 550년
- 550년대
- 550 매디슨 애비뉴: 미국 뉴욕 맨해튼에 있는 마천루.
- 마이크로소프트 루미아 550: 마이크로소프트 모바일의 스마트폰.
- 한국십진분류법에서 기계공학에 관한 책들이 분류되는 번호.